# Jardim Municipal de Muqui
O Jardim Municipal de Muqui é um jardim encontrado na cidade de Muqui, no estado do Espírito Santo, arborizado em 1919 e reformado em 1923 e 1931. O jardim tem características da jardinagem francesa.